# قبایل البدور
عبدالعزیز بن مساعد آل یاسین در کتاب خود (کشف الالکاب) در مورد تخلص البدری «منسوب به البادور و (البدور)» طایفه ای از عنزه است… در کویت وجود دارد. چند خاندان شهری متعلق به طایفه البدر هستند، از جمله خاندان براشید، از الاتهمنه از طایفه البدور و غیره.» بدرها طوایف عرب عراقی وابسته به قبیله عنزه هستند و سرزمینشان در منطقه القطیه در منطقه بطحا در استان ذی قار در جنوب عراق است.
عبدالعزیز بن مساعد آل یاسین در کتاب خود (کشف الالکاب) در مورد تخلص البدری «منسوب به البادور و (البدور)» نوشته: طایفه ای از عنزه است… در کویت وجود دارد. چند خاندان شهری متعلق به طایفه البدر هستند، از جمله خاندان براشید، از الاتهمنه از طایفه البدور و غیره.»